# 壱番屋
株式会社壱番屋（いちばんや、英: Ichibanya Co., Ltd.）は、愛知県一宮市に本社を置くカレーハウスCoCo壱番屋（カレーハウスココいちばんや、略称: ココイチ）を運営する大手カレーライス専門店チェーンである。ハウス食品グループ本社の連結子会社。フランチャイズにより日本国内各地のほか、海外のアメリカ合衆国、台湾、韓国、中国、タイなど世界各国にも店舗を展開する。

## 特徴
店名は「カレーならココ一番や!」から来ている。カレーの辛さ・ライスの量・トッピングを選ぶことができる。レギュラーメニュー（30種類以上）と数種類の期間限定メニューで構成されている。
接客に関してはマニュアルが徹底されているが、一方で日本国外展開にあたっては日本と異なる路線展開も行われており、例えばタイでは高級ブランドとしての展開を主軸にしている。

## 歴史
CoCo壱番屋の歴史は、宗次徳二と妻の直美が、1974年（昭和49年）に愛知県西春日井郡（現：清須市）西枇杷島町に開業した喫茶店「バッカス」で出していたカレーライスが好評だったことをきっかけに1978年（昭和53年）「カレーハウスCoCo壱番屋」を創業したことに始まる。店名は「此処が一番や!」という思いから。「ニコニコ・キビキビ・ハキハキ」を掲げ、「お客様第一主義」「現場主義」をモットーとした。
各メーカーのカレールーを試した結果、直美が選んだのがハウス製品であったことから、スパイス調合のリクエストなど、ハウス食品との付き合いも開店当初より始まった。1982年（昭和57年）に名古屋市で法人化した。創業間もない頃、当時TBS系で放送されていたクイズバラエティ番組『ぴったし カン・カン』で店舗内の様子が放送されたことがある。当時すでに1辛から5辛まで、さらにはそれ以上の辛さメニューがあった模様で、そのメニューにある文句（「医者の紹介いたします」等）が番組内の問題に使われていた。
ご飯の量やルーの辛さ、トッピングなどを客が選べる仕組みや、社員ののれん分けシステムを作り、1987年には80店舗を超え、1998年には500店舗に達した。
2002年に創業者である徳二は53歳で顧問（創業者特別顧問）になり、1998年から社長を務めていた妻の直美も代表権のない会長に退き、2011年に会長から非常勤の相談役となって経営から引退した。
創業時から、ライス量1,300グラム以上のカレーライスを対象に、15分または20分以内に完食すれば無料（ライス一粒でも食べ切れなければその代金を支払わなければならない）かつ一部店舗では店内に達成写真の掲載となる「大盛りチャレンジ」（国内店舗のみ実施）が有名であったが、年間30トンもの残飯が出ていたことと、食品リサイクル法により、2006年までに2割以上の廃棄物削減が義務づけられたため、2003年8月31日をもって打ち切りとなった。なお、1993年米騒動の時にも一時中断している。これを始めた理由は話題作りのためで、実際に成功したものの、「やっている当時から食べ物をゲーム感覚で扱うことに疑問を持っていなかったわけではなく、食べ物でもったいないことをしてしまった」と徳二は述懐している。ただし、1,300グラムの注文自体は現在でも可能である。
2004年には1,000店舗を達成し、2005年5月2日には東京証券取引所第一部・名古屋証券取引所第一部上場を果たした（銘柄コード7630）。
2013年1月17日、カレーハウスCoCo壱番屋は「最も大きいカレーレストランのチェーン」としてギネス世界記録に認定された。
2015年12月8日、創業当時より交流のあったハウス食品グループ本社が壱番屋に株式公開買付けを行い、壱番屋を連結子会社化した。

### M&A
2020年12月29日には北海道旭川市でジンギスカン店「成吉思汗 大黒屋」を経営する有限会社大黒商事の全株式を取得し、連結子会社化している。
2023年3月、関西でつけ麺チェーン「麺屋たけ井」を展開する株式会社竹井を完全子会社化したほか、同年12月28日には、福岡市で「博多もつ鍋 前田屋」を展開する株式会社LFD JAPANの全株式を取得し、連結子会社としている。
2024年、ラーメン店を運営するKOZOUの子会社化を発表した。

### 海外展開

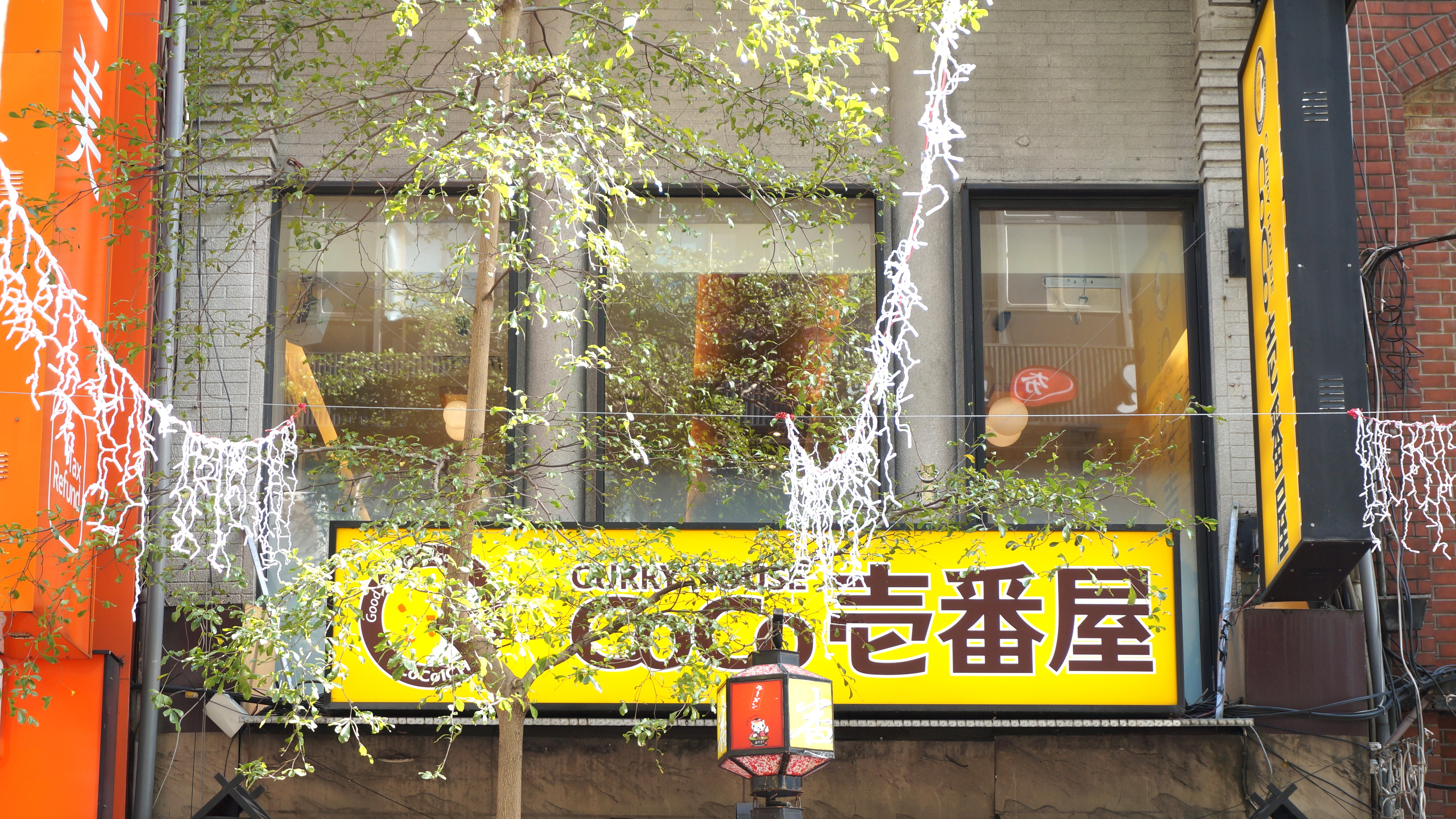
台北西門漢中店

2005年9月、台湾の台北市萬華区西門町に、台湾1号店（台北西門漢中店）が開店した。
2008年、タイのバンコクにあるショッピングセンターのエスプラネード内に、タイ1号店が開店した。タイでは日本とは異なり高級ブランド路線での店舗展開を図っており、カレールーや米は全て日本から輸入している。
2008年3月、韓国の江南に韓国1号店を開店、同年11月3日、鍾路に2号店を開店した。
2010年夏、アメリカと香港に進出することが発表された。
2011年2月9日、アメリカ合衆国本土1号店となるPalm Plaza Torrance店をカルフォルニア州ロサンゼルスのPalm Plazaショッピングモール内に開店した。ロサンゼルスでの事業展開は、ハウス食品との合弁会社「ICHIBANYA USA, INC」が行う。
2013年7月現在、海外店舗は、ハワイ州オアフ島4店舗、カリフォルニア州3店舗、中国大陸33店舗、香港6店舗、韓国19店舗、台湾19店舗、タイ20店舗、シンガポール3店舗である。現地運営会社は、資本業務提携のハウス食品との合弁法人がほとんどである。
2020年8月3日、カレーの本場インドの首都ニューデリー郊外のグルガオンにインド1号店を開店させた。その後、2022年10月6日にニューデリーの高級ショッピングモールのフードコートに同国2号店を開店させた。

## メニュー

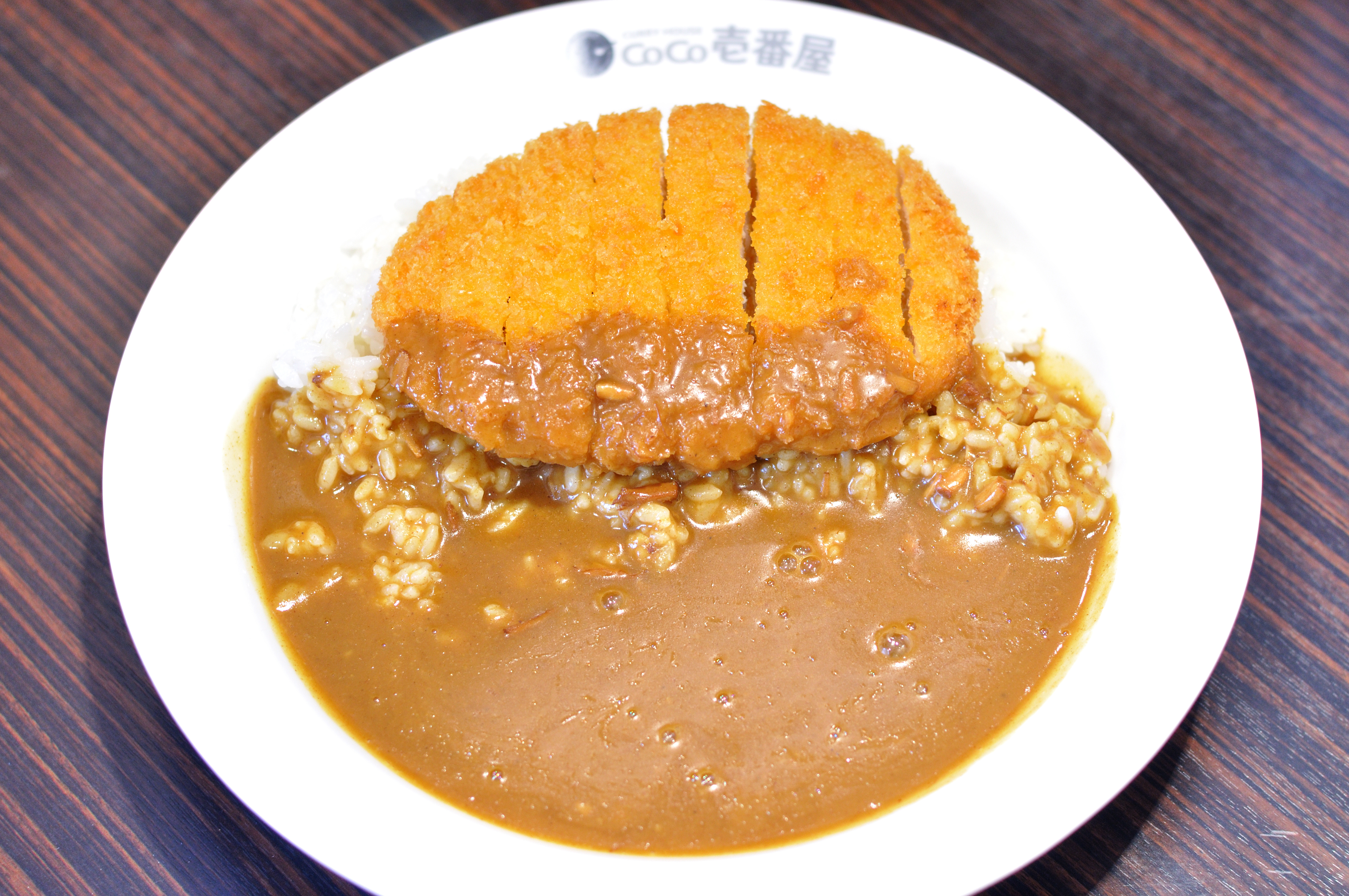
CoCo壱番屋のロースカツカレー、ライス300g、辛さは普通。

ベースとなるソース（ポークソース（基本）・ビーフソース・ベジタリアンカレー（動物性原料不使用）・ハッシュドビーフ（一部店舗のみ））、各種トッピングやライスの量・辛さを指定していくシステムが採用されており、トッピングの種類に制限はない（トッピングの量が多い場合などは、別皿で提供される）。トッピングのみのオーダーや、ライスのみのオーダーも可能となっている。

### メニュー一覧

#### 肉類のカレー
- ポークカレー
- 甘口ポークカレー
- ビーフカレー
- ハヤシライス
- チキンにこみカレー
- フライドチキン(5個)カレー
- ハンバーグ(2個)カレー
- 豚しゃぶカレー
- メンチカツカレー
- ソーセージ(4本)カレー
- チキンカツカレー
- パリパリチキンカレー
- ロースカツカレー
- 手仕込とんかつカレー
- 牛すじ煮込みカレー

#### 野菜類のカレー
- なす(6個)カレー
- ほうれん草カレー
- やさいカレー

#### その他のカレーメニュー
- ココイチベジカレー
- オムカレー
- 低糖質カレー
- 納豆カレー
- スクランブルエッグカレー
- チーズカレー
- クリームコロッケ(カニ入り）(2個)カレー
- きのこカレー
- なすとほうれん草のカレードリア
- ハンバーグカレードリア

#### 魚介類のカレー
- フィッシュフライ(2本)カレー
- たっぷりあさりカレー
- イカカレー
- エビにこみカレー
- エビあさりカレー
- 海の幸カレー

#### 特定原材料を使用していないカレー
- 特定原材料を使用していないカレー（ライス200g）
- 特定原材料を使用していないカレー（ライス100g）

#### お子さまメニュー
- お子さまカレー　ハンバーグ
- お子さまカレー フライドチキン
- お子さまカレー ハンバーグ＆フライドチキン
- お子さまカレー クリームコロッケ（カニ入り）＆フライドチキン
- ミニお子さまカレー
- ミニお子さまナンカレー
- 1歳からのやさしい野菜カレー
- ベビーフード
- 単品ミニナン

#### 麺類
- カレーうどん
- カレーうどん＋ライス（150g）＋半熟タマゴ
- カレーうどん＋イカ
- カレーうどん＋ほうれん草
- カレーらーめん
- カレーらーめん＋手仕込とんかつ
- カレーらーめん＋旨辛にんにく
- カレーらーめん＋パリパリチキン

#### サラダ
- ヤサイサラダ
- シーザーサラダ
- タマゴサラダ
- コーンサラダ
- ツナサラダ
- ポテトサラダ
- イカサラダ
- フライドチキン(3個)サラダ
- ソーセージ（2本）サラダ

#### ドリンク
- ラッシー（プレーン）
- アイスミルク
- オレンジドリンク
- コカ・コーラ
- アイスコーヒー
- アイスカフェ・オ・レ
- 本格珈琲　Rサイズ（ホットコーヒー）
- 本格珈琲　Rサイズ（アイスコーヒー）
- 本格珈琲　Lサイズ（ホットコーヒー）
- 本格珈琲　Lサイズ（アイスコーヒー）
- ホットコーヒー
- コーンスープ
- キリン　ノンアルコールビール
- キリン一番搾り

#### デザート
- 濃厚バニラアイスクリーム

#### その他
- ココイチバラエティボックスA
- ココイチバラエティボックスB
- ココイチバラエティボックスC
- ＣｏＣｏ ｄｅ チキン
- らっきょう
- ナン
- ポークソース（一人前）
- 甘口ポークソース（一人前）
- ビーフソース（一人前）
- ココイチベジソース（1人前）
- 追加ソース（ポーク）
- 追加ソース（甘口ポーク）
- 追加ソース（ビーフ）
- 追加ソース（ココイチベジカレー）
- フライドポテト
- ココロッケ
- ハリケーンポテト
- ライス（150g）
- 関西（一部店舗）限定　生タマゴ

### 辛さ
壱番屋の「普通」は市販のレトルトカレーやカレールーの「中辛」にあたる。基本メニューでは普通か甘口がベースであり、さらに辛いカレーを希望する場合には、1辛・2辛…というように辛さを指定することになる。辛さの上限は20辛である。1辛を基準としたとき、10辛は24倍、15辛は36倍、20辛は48倍の辛さとなる。6辛以上は「過去に5辛のカレーを完食した人に限る」との注意書きがある。ただし、店側が5辛以上完食経験の有無を尋ねたり、経験がないことを理由に注文を拒否することはなく、あくまで注意喚起にとどまっている。また、ハッシュドビーフに限っては「普通」のみで、ビーフカレーの甘口は選択できない。
テーブルには「とび辛スパイス」があり、好みで辛さを加えることも可能である。
辛さが増すとカロリーが高くなっていくが、これは辛さの元となる調味料などを食用油などで炒めるためで、辛さが増すごとに、その油量が多くなっていくからである。実際、10辛のカレーソースは、普通の辛さのカレーソースより、粘り気・とろみが顕著である。
伝票やレシートには、追加料金の発生如何によらず、オーダーした辛さが表記される。

## 店舗

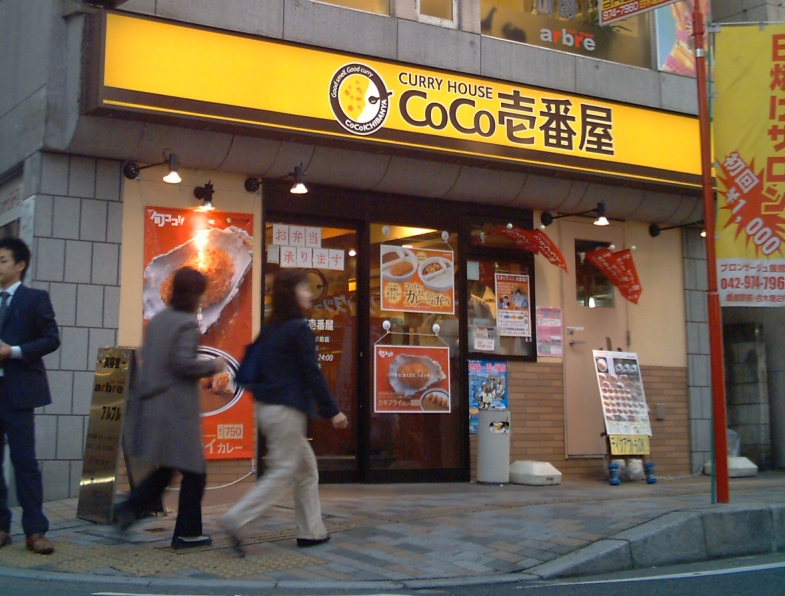
ビルイン型店舗の一例
（新型店舗と呼ばれるデザイン）

現在、旧型店舗と新型店舗（社内ではT-05型、T-07型と呼ばれる。Tとは店舗企画部の頭文字）が存在する。数年後には新型店舗に統一される予定である。
旧型店舗と新型店舗の違い
- 旧型店舗は2004年までに開店した店舗で、ロゴマークも旧式のものである。外観は黄色っぽい作りになっており、店員の制服も同じく黄色系統の服であったが、現在は新型店舗と同じ制服である。
- 新型店舗は2005年以降に開店、または既存店舗が改装した店舗である。ロゴも現在の新ロゴマークで、外装はダークブラウンが基調、内装は落ち着いたウッドスタイル、店員の制服もブルーのシャツに黒のエプロンというシックな装いとなっている。他にも、商品の皿やコップなど細部に渡っても、旧型店舗と大きく異なる。また、新型店舗のみのメニューも存在した（前述）。

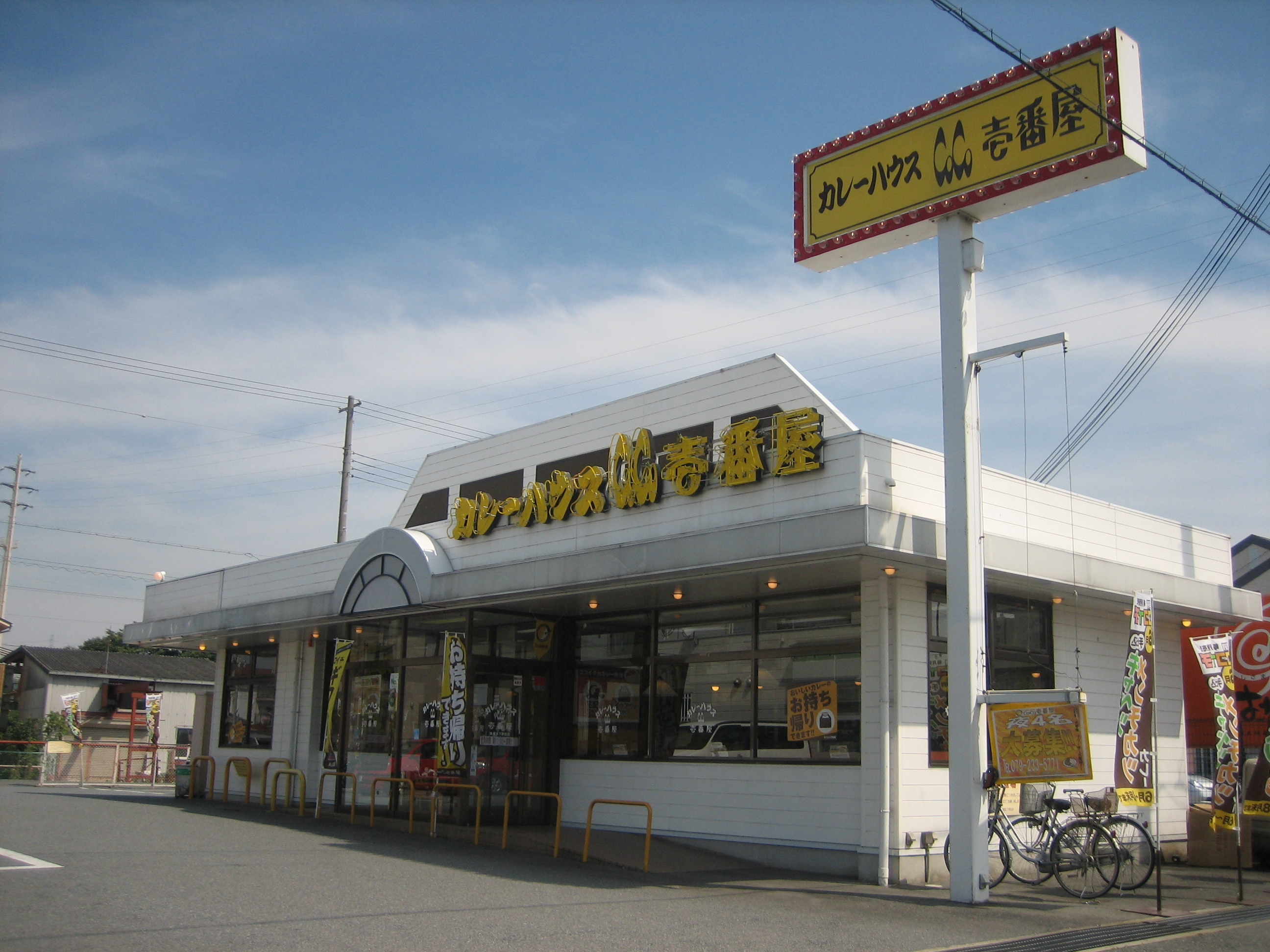
旧型店舗の例 （飾磨区下野田店、兵庫県姫路市飾磨区）
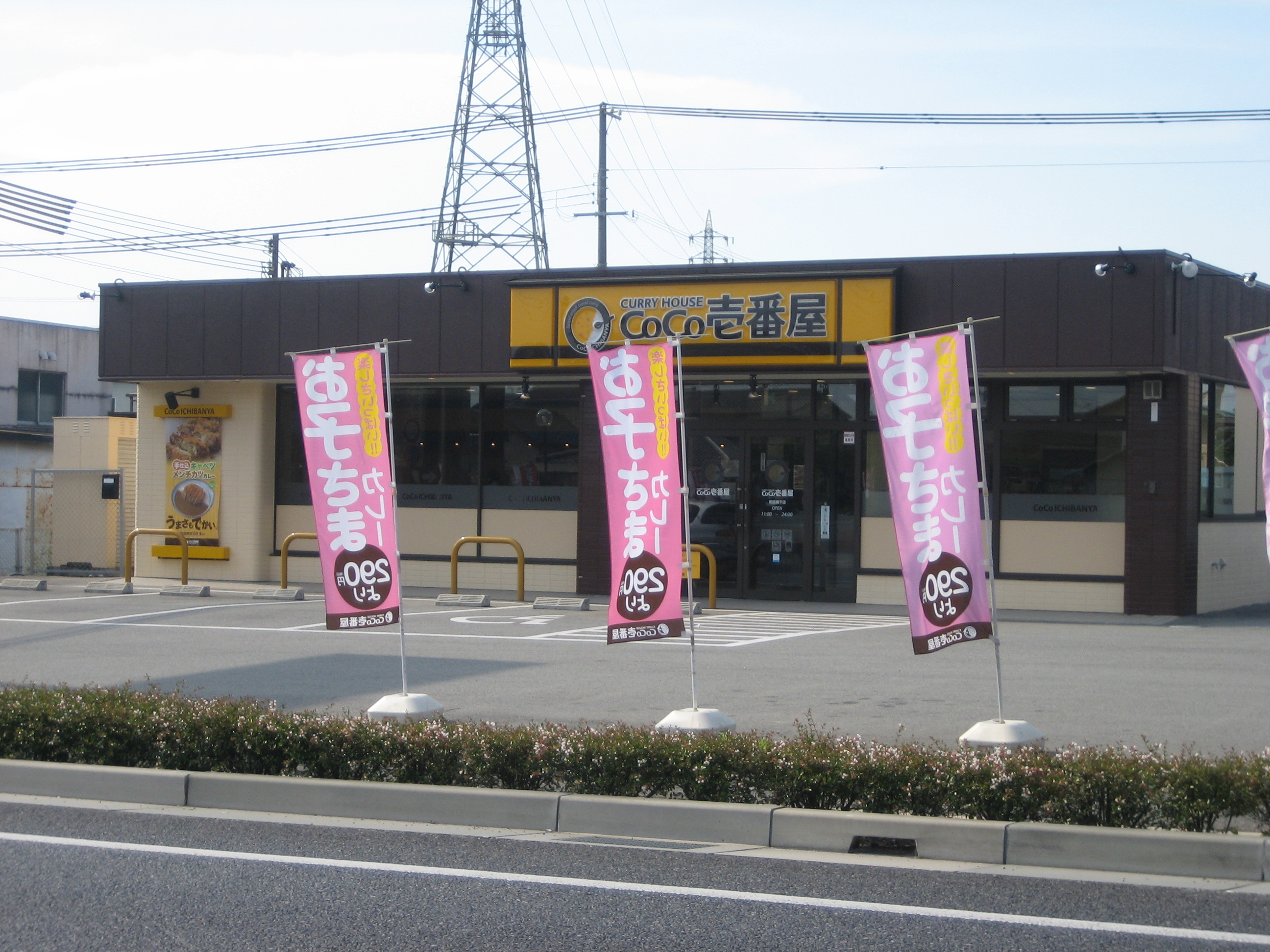
新型店舗の例 （姫路網干店、兵庫県姫路市網干区）

新型店舗の追加設備
2012年以降、ドライブスルー、TTC（店頭テイクアウトコーナー）を設ける店舗も増えてきている。なお、現在営業中の新型店舗を含めた各地にある店舗はココイチのウェブサイトから検索できる。
店舗での支払い（決済）方法
2016年5月1日より「カレーハウスCoCo壱番屋」ほぼ全店舗（日本国内）において、クレジットカード（トヨタファイナンス、VISA、MasterCard、JCB、AMEX、DISCOVER、Diners）、中国銀聯カード、JCBプレモカード、非接触IC型の電子マネー（交通系電子マネー9種類、楽天Edy、iD、QUICPay、nanaco）が利用可能となった。WAONについては導入が遅れていたが、現在はほぼ全店舗で利用可能となっている。
ジェフグルメカード・壱番屋発行のお食事券・壱番屋株主対象のご飲食優待券・バークレーヴァウチャーズ（BV食事券）も引き続き利用可能である。
インターネット通販「ココイチ通販」に関しては、クレジットカード（JCB、VISA、 Mastercard等）での支払いが可能となっている。

### 宅配サービス
一部店舗では宅配サービスを行っている。宅配は主に原付2輪や軽自動車などで行われており、原付2輪で主に使用されている車種はホンダのジャイロキャノピー（一部店舗ではヤマハ・ギアなども）。UberEats、出前館、楽天デリバリー、dデリバリーを通しての注文も承っている。このサービスは、2002年に東新町店（名古屋市中区）で最初に導入された。
また、宅配専門店としてココイチエキスプレスがある。

## 壱番屋の他業態
- SPICE UP! COCOICHI BAKERY（ベーカリー） - 名駅地下街サンロードに1号店を出店[24]。独自の店舗は持たず、ココイチに併設されている。
- パスタ・デ・ココ（あんかけスパゲッティの専門店） - 2021年2月19日に東京都唯一かつ最後の店舗である烏森通店（港区西新橋）が閉業して以降は、東海3県のみで営業していた[25]。その後、2023年11月14日に姫路花田店（兵庫県姫路市）が開業し、関西に初出店したが2025年5月時点で既に閉店している。[25]。

### 構想した業態
- ステーキ屋壱番（鉄板ステーキ）
- Jココイチ（CoCo壱番屋のメニューを絞って大型店）
- うどん屋壱番（讃岐うどん）

### 撤退した業態
- 麺屋ここいち（カレーラーメンやカレーうどんを提供。2021年閉店）
- FSココイチ（CoCo壱番屋のメニューを絞った小型店）
- 粥茶寮kassai（お粥専門店）
- うなぎ屋壱番（ひつまぶし丼。2014年12月閉店）
- にっくい亭（鉄板ハンバーグ）

## 独立システム
壱番屋独自の独立システムとして、ブルームシステムと呼ばれるものがある。「ブルーム」は花が開くという意味の英語である。これは創業者の宗次徳二・直美夫妻と共に立ち上げを手伝った林俊弘（株式会社Wee-Up代表取締役）が、自分は一生カレー屋の親父として生きたいという思いから、宗次から初めて店舗を譲り受けたことに始まる。
ブルームシステムの内容として、一定以上のスキル（以下参照）と勤務期間を経た社員に与えられる権利であり、全国にある店舗のうち、約6割がこのブルームシステムによって独立したオーナーによって運営されている。この際、オーナーに対して本部とのロイヤリティーなどの金銭的やり取りは一切生じない点に独自性がある。さらに、この独立したオーナーの店に勤め、オーナー及び本部から認められると、このオーナー店から独立することもできる。しかしながら、ブランドを守るため、本部より巡回している姿がたびたび見られる。また上記にある、一定以上のスキルとは、一般の客でもわかるようになっている。というのも各従業員のしている名札の色がそれである。具体的には
- スター - 金よりさらに上級者な階級
- 金 - その地区数店舗を運営できるだけの能力がある。
- 銀 - 今従事している店舗の運営を任せることができる（独立するためには銀以上の資格が必要）。
- 青 - 金・銀バッチの人間の補佐として、十分に信頼できる能力がある。
- 黄 - 仕事の内容を理解しており、基本的な仕事内容は全て出来る能力がある。
- 白 - 基本的に研修生である。

となっている。
夫婦専業が基本。独立できる確率は、7％。
これは社内では「ココスペ」と呼ばれる検定制度で、金が1級で以下2級、3級、初級のランクとなり、白は未取得である。調理部門と接客部門に分かれており、いずれかの部門で1級を取得するとハワイ旅行に招待される。

## タイアップ商品
- テーブルマーク - カレーうどん
- 名城食品 - カレーうどん、カレー焼きそば
- 三島食品 - カレーふりかけ
- 日本水産 - カレーピラフ、カレーコロッケ
- ヤマモリ - カレー麺の素
- ダイショー - カレースンドゥブチゲ用スープ、カレー鍋スープ、チーズカレー鍋スープ、サラダチキンで作るカレースープの素、スパイス焼き用シーズニング、カレー麻婆豆腐の素、スタミナカレー炒めのたれ
- マルエス - いか天カレー味、カレーのり天
- ハウス食品 - もってこカレー中辛
- エースコック - 野菜盛りカレーラーメン、カレーラーメン糖質オフ
- タカラトミー - トミカ CoCo壱番屋キッチンカー
- 宝幸 - さばカレー缶詰
- 農心ジャパン - カレートッポギ
- おやつカンパニー - ベビスターラーメンおつまみ辛口カレー味
- 萩原チキンセンター - 萩原ケイちゃんカレー味
- 尾西食品 - 尾西のカレーライスセット（防災非常食）

## コラボレーション
過去を含む。
- SKE48 - 壱番屋と同じく愛知県を拠点としており、名古屋市中区栄に専用劇場を置いている。
- 日向坂46 - 前身のけやき坂46時代を含め、合計4回のコラボキャンペーンを実施。
- 日本版GPS衛星みちびきとエヴァンゲリオン[27]
- ルパン三世[28] - 誕生50周年を迎えた同作品とのコラボキャンペーン。
- ONE PIECE[29]
- ドラゴンボールZ
- ねづっち
- アズールレーン[30]
- マギアレコード 魔法少女まどか☆マギカ外伝[31]
- 劇場版ポケットモンスター ココ
- ラブライブ!虹ヶ咲学園スクールアイドル同好会
- NMB48 - 大阪・兵庫・京都・滋賀・奈良・和歌山の各府県の店舗限定[32]。

### 壱番屋記念館
CoCo壱番屋の1号店である西枇杷島店（愛知県清須市）の2階に併設された記念館（企業博物館）である。2014年1月、老朽化した店舗のリニューアルオープンの際に開館した。館内にはパネル展示のほかスプーンや皿、ユニフォームなど倉庫に眠っていた備品やメニュー表などがディスプレイされており、ココイチの創業から現在に至るまでの歴史を知ることができる。
入館は無料であるが完全予約制となっている。

## 不祥事

### 産業廃棄物処理業者による不正転売
2016年1月13日、異物混入の疑いがあるために廃棄を依頼したビーフカツが、産業廃棄物処理業者のダイコーによって不正に転売され、愛知県内のスーパーマーケット約22店舗で販売されていたと発表した。愛知工場で使用している合成樹脂製の器具が混入している可能性があり、混入した時点が不明なため、全ロットである40,609枚の廃棄を依頼していた。系列店に勤務するパート従業員がスーパーマーケットで販売されているのを発見し、壱番屋本部に通報したことで発覚した。
ダイコーは、岐阜県羽島市にある「みのりフーズ」に転売しており、ダイコーは愛知県庁の調査に対し転売は初めてであると説明した一方で、みのりフーズの実質経営者によると、過去にも2014年ごろから2～3回取引していたとのことである。書類上は、全て堆肥化したとしていたことも明らかになっている。この件に対し、愛知県警察は廃棄物処理法違反の疑いで、1月14日午後にダイコーを捜索、伝票や帳簿を押収した。
その後、似たような製品が売られているとの連絡があり、愛知県が愛西市の精肉店の在庫を調べたところ、ビーフカツに加えチキンカツも発見された。愛知県が壱番屋に確認したところ、2014年8月にもダイコーに廃棄処分を依頼していたとのことであった。みのりフーズや同社と取引している弁当店でも、同じチキンカツが発見された。さらに岐阜県や三重県でも流通が確認された一方で、1月13日の聞き取り調査を最後に、ダイコーの責任者との連絡が取れなくなった。
1月16日、愛知県警察はみのりフーズの捜索を行った。みのりフーズの冷凍庫からは、冷凍マグロや鶏肉などの食品も見つかっており、壱番屋以外の食品廃棄物も取引していた疑いがもたれている。
その後壱番屋は、ダイコーと同社会長を相手取り、損害賠償を求める訴訟を名古屋地方裁判所で起こしたが、ダイコー側は裁判に出廷しなかったため、2017年12月22日に、ダイコー側に2,015万円の支払いを命じる判決が確定した。

### 店舗従業員による不適切な行為
2021年6月12日、アルバイトの男性店員が、店の休憩室でまかないのカレーに対して自身の陰毛を引き抜きカレー皿に乗せるなど不衛生な動作を行い、別の店員がその様子を撮影。動画をSNSに投稿して、間もなく本部に通報があり発覚。壱番屋は14日昼過ぎ、「店舗従業員による不適切な行為とお詫びについて」と題したお知らせを公表。「従業員による不適切なSNS投稿があったことが発覚いたしました」と報告し、「このような、店舗内の休憩室での不衛生で不適切な行為によって、お客様に大変ご不快でご不安な思いをさせてしまいましたことを深くお詫び申し上げます」と謝罪した。

## その他
- 創業者一族はゴルフが趣味であることから、本社工場にはゴルフ練習場が併設されている。部外者も無料で利用可能であり、地元住民にも利用されている。
- 2009年11月頃よりCoCo壱番屋の店舗に限り、毎正時になると江上郁弥が歌う「ね!ココイチ!!」というテーマソングがフルバージョンで店内放送されていたが、現在では放送されていない。ただし、店舗によってはこの曲を店の外で流している場合もある（名古屋の伏見中央通店など）。また2010年ごろから、「ありがとうココでよかった」というテーマソングが追加され、「ね!ココイチ!!」と交互に流れていた。
- ゲームソフトメーカーのドラスより、『カレーハウスCoCo壱番屋 今日も元気だ! カレーがうまい!!』がPlayStation 2専用ソフトとしてリリースされていた。このソフトは、旧型店舗（T-05型）のデザイン・ロゴマークにて制作されている。
- かつてはカレーソースの大盛りがサービスであったが、現在では廃止されている。
- カレーの旨味を出すために、温かいカレーを冷凍してから再調理している。

- シンガーソングライターの米津玄師は2024年8月25日放送の『日曜日の初耳学』の「インタビュアー林修」にて「世界一美味しい」と語たり、ココイチファンであるである事を公言した。これに対して林修は「世界的にザワ付きますよ」と返した。米津はUber Eatsで頼んでいる。

## テレビ番組
- 日経スペシャル ガイアの夜明け シリーズ「デフレと闘う!」第3弾 外食のピンポイント戦略（2010年2月2日、テレビ東京）[44] - ハンバーグの新業態事業を取材。
- 日経スペシャル カンブリア宮殿 "商売"は、夫婦に勝るものはない（2010年4月5日、テレビ東京）- 壱番屋 創業者・特別顧問（当時） 宗次徳二、会長（当時） 宗次直美出演[26]。

## 書籍

### 関連書籍
- 『成功するカレーハウス 驚異の社長製造法 自己資金0でも3年で社長になれる！』（著者:宗次徳二）（1993年7月15日、旭屋出版）ISBN 9784751100424
- 『繁盛させたければお客様の声を聞け！ カレーハウスCoCo壱番屋 成功の秘訣』（著者:宗次徳二）（1995年12月25日、旭屋出版）ISBN 9784751100561
- 『日本一の変人経営者 CoCo壱番屋を全国チェーン店に育てた男の逆境力』（著者:宗次徳二）（2009年11月13日、ダイヤモンド社）ISBN 9784478009857
- 『CoCo壱番屋 答えはすべてお客様の声にあり』（著者:宗次徳二）（2010年10月2日、日本経済新聞出版社）ISBN 9784532195625
- 『夢を持つな！目標を持て！ 日本一のカレーチェーン創業者が放つ独断と偏見語録55』（著者:宗次徳二）（2010年10月26日、商業界）ISBN 9784785503765
- 『賢人の習慣術 小さな変化で差はつく！一日24時間を最高効率で過ごせ！』（著者:宗次徳二 築山節 髙田明 和田裕美 小池龍之介）（2012年6月27日、幻冬舎）ISBN 9784344902503
- 『“ココ一番"の真心を』（著者:宗次徳二）（2020年2月27日、中部経済新聞社）ISBN 9784885202254
- 『独断 宗次流商いの基本』（著者:宗次徳二）（2020年10月16日、プレジデント社）ISBN 9784833423847